# Utociste
Utociste (tjeckiska: Útočiště) är en ort i Tjeckien.   Den ligger i distriktet Okres Chomutov och regionen Ústí nad Labem, i den nordvästra delen av landet, 90 km väster om huvudstaden Prag. Utociste ligger 384 meter över havet och antalet invånare är 273.
Terrängen runt Utociste är huvudsakligen kuperad, men österut är den platt. Utociste ligger nere i en dal. Runt Utociste är det ganska tätbefolkat, med 199 invånare per kvadratkilometer. Närmaste större samhälle är Chomutov, 18,9 km öster om Utociste. I omgivningarna runt Utociste växer i huvudsak blandskog.